# Theutbirg-Basilika

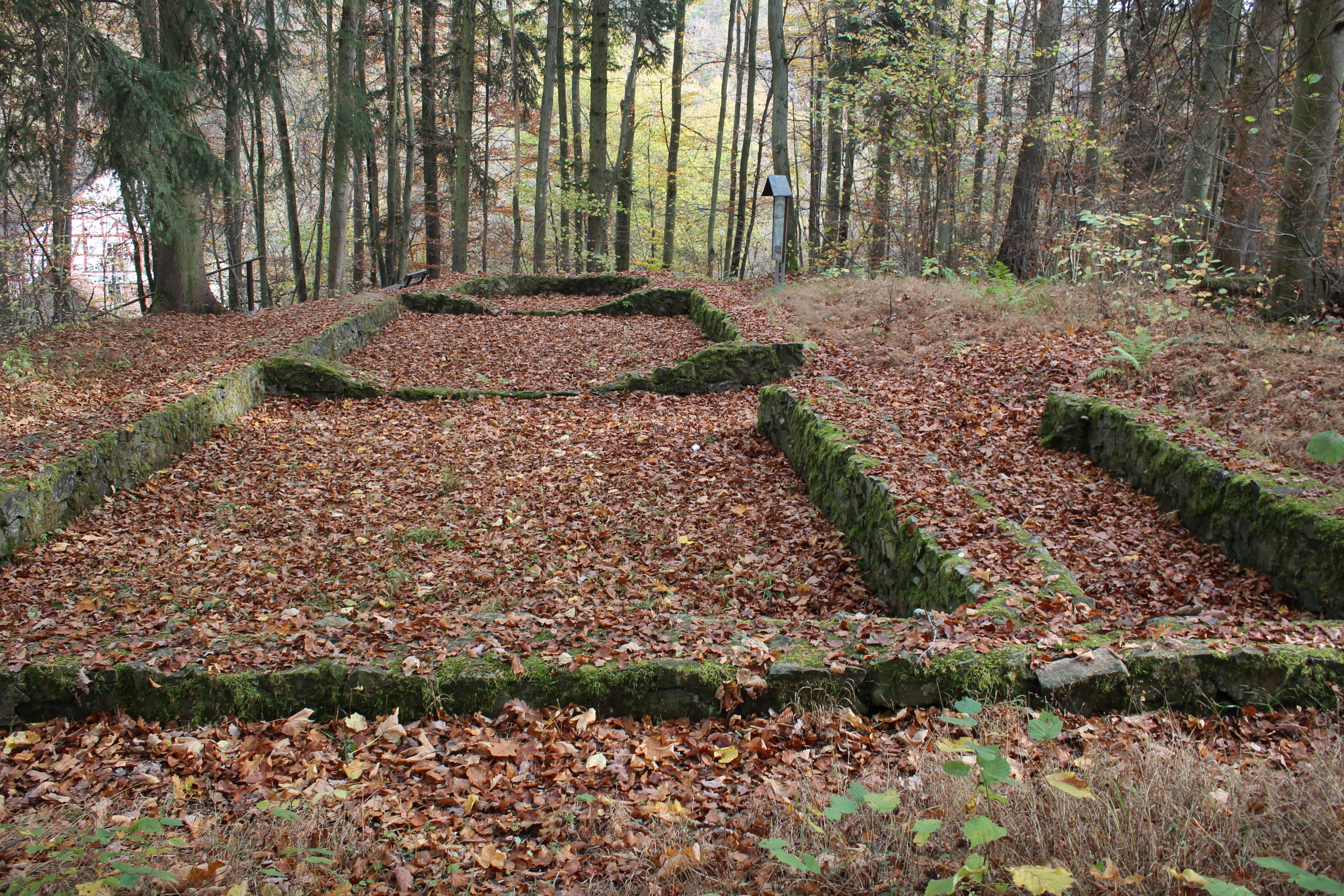
Teutbirg-Basilika von Westen

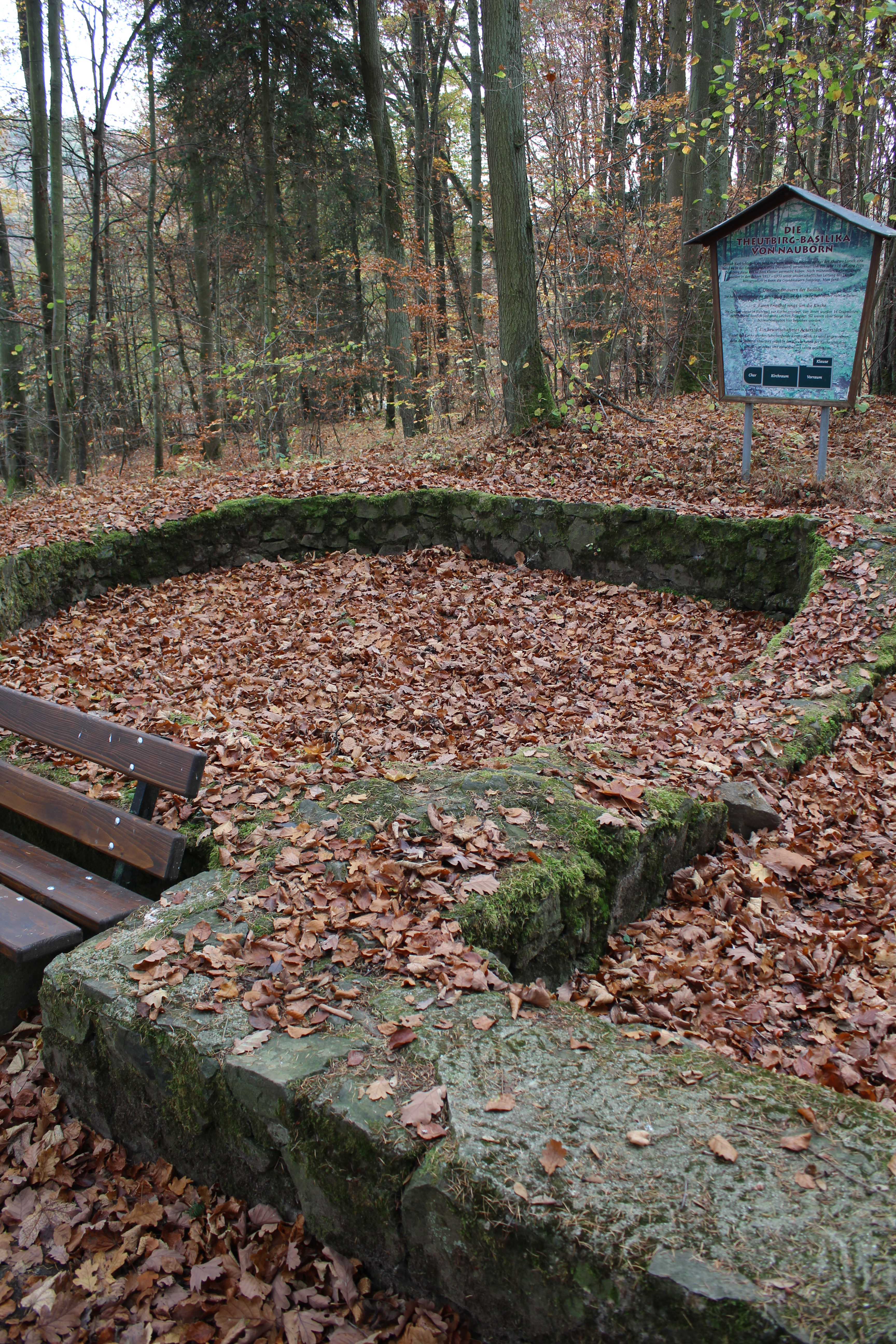
Eingezogener Ostschluss

Die Teutbirg- oder Theutbirg-Basilika ist eine Kirchenruine in Wetzlar, an der südlichen Stadtgrenze außerhalb des Stadtteils Nauborn gelegen. Erhalten sind lediglich die Grundmauern, die in einem Waldstück im Siebenmühlental nahe der Dickesmühle entdeckt wurden. Die Ruine ist als eingetragenes hessisches Kulturdenkmal geschützt.

## Geschichte
Die Kirche der Theutbirg bzw. Teutbirg in loco qui dicitur Nivora („am Ort, der Nivora genannt wird“) wurde erstmals 778 urkundlich erwähnt, ist jedoch deutlich vor diesem Jahr entstanden. Diese Eigenkirche, die von einer „ehrwürdigen Frau“ (venerabilis matrona) namens Teutbirg („Gott Geweihte“) dem Kloster Lorsch geschenkt wurde, ist wohl mit der heutigen Teutbirg-Basilika zu identifizieren. Bei der 806 von dem Ehepaar Engeltrut und Engelswint gestifteten Marienkirche wird es sich um die Dorfkirche auf dem Engelsberg handeln. Demzufolge existierten in Nauborn bereits zu Zeiten Karls des Großen zwei Kirchen in Nauborn, die neben der Martinskirche in Leun und der Michaelskirche in Wieseck zu den ältesten bezeugten Kirchen der Region gehören.
Die Teutbirg-Basilika war vermutlich mit Kloster Lorsch verbunden. Sie wird nur bis zur Wende zum 9. Jahrhundert bestanden haben und wurde wohl aufgegeben, als sich der Schwerpunkt der Nauborner Siedlung weiter nördlich verlagerte. Ihre Mauerreste wurden erst 1927 von Karl Schieferstein entdeckt. Auf dem zugehörigen Friedhof wurden neben Knochen einige Gefäßscherben aus der Zeit zwischen 700 und 780 sowie eine Eisenaxt gefunden.

## Architektur
Die 788 genannte „basilica“  ist nach der heutigen Definition architektonischer Bautypen keine Basilika, sondern ein Saalbau. Die geostete Saalkirche ist westlich der Straße von Nauborn nach Niederwetz aus Bruchsteinmauerwerk errichtet. Die Fundamentmauern erreichen eine Höhe von 0,60 Meter. Der Saalbau auf rechteckigem Grundriss hat einen Ostschluss. Dieser ist um eine Mauerstärke eingezogen, innen halbkreisförmig gestelzt, von außen aber rechteckig ummantelt. Das Kirchenschiff war durch eine Zwischenmauer mit Durchgang zweigeteilt. Umstritten ist die Deutung des westlichen Baukörpers als Atrium in gleicher Breite wie das Schiff.
Am westlichen Ende der Südseite war ein kleiner Anbau nur von außen zugänglich. Aufgrund einer Herdstelle wird er als Klause der Teutbirg gedeutet.